# Паллавы
Государство Паллавов было сосредоточено в Северном Тамилнаде с начала IV до конца IX вв. Род Паллавов появляется в пракритских источниках конца III века в качестве вассалов деканских Сатаваханов. Со временем они создали собственное царство Анандадеша со столицей в Канчипураме.
Сведения о хронологии и кровных связях Паллавов крайне противоречивы. Много споров ведётся об их этнической принадлежности. Поскольку подданные Паллавов принадлежали к дравидскому племени, то сами правители довольно рано восприняли тамильские обычаи и культуру.
При Нарасимхавармане I (VII век) государство Паллавов достигло зенита своего могущества. Из великой гавани в Мамаллапураме отплывали экспедиции для колонизации Юго-Восточной Азии, которые принесли в те далёкие края джайнизм, буддизм и индуизм. Было предпринято успешное вторжение на Цейлон.
В 731 году царь Парамешвараварман II (728—731) был разбит войсками Чалукьев и погиб, оставив несовершеннолетнего сына. В государстве началась смута, в результате которой престол занял Паллавамалла, представитель боковой ветви Паллавов, который принял тронное имя Нандиварман II (731—796).
Несмотря на широкие международные связи Паллавов (например, мать правителя Симхавишну, скорее всего, была христианкой), основную угрозу для них представляли ближайшие соседи — сначала Западные Чалукьи из Ватапи, а потом династия Чолов. Около 880 года Чолы овладели всей территорией Паллавов, которые до XIII в. оставались их вассалами.
- Симхаварман I, махараджа Анандадеши 315—345
- Скандаварман I, махараджа Анандадеши 345—350
- Вишнугуптаварман, сын Скандавармана I, махараджа Анандадеши 350—355
- Кумаравишну I, махараджа Анандадеши 355—370
- Скандаварман II, махараджа Анандадеши 370—385
- Вираварман, махараджа Анандадеши 385—400
- Скандаварман III, сын Виравармана, махараджа Анандадеши 400—436
- Симхаварман II, сын Скандавармана III, махараджа Анандадеши 436—458
- Трилочана Скандаварман IV, сын Симхавармана II, махараджа Анандадеши 458—488
- Нандиварман I, внук Скандавармана III, махараджа Анандадеши 488—500
- Кумаравишну II, сын Нандивармана I, махараджа Анандадеши 500—520
- Виджая Буддхаварман, махараджа Анандадеши 520—540
- Кумаравишну III, махараджа Анандадеши 540—550
- Симхаварман III, сын Кумаравишну III, махараджа Анандадеши 550—574
- Симхавишнуварман, сын Симхавармана III, махараджа Анандадеши 574—600
- Махендраварман I, сын Симхавишнувармана, махараджа Анандадеши 600—630
- Махамалла Нарасимхаварман I, сын Махендравармана I, махараджа Анандадеши 630—642, махараджадхираджа Анандадеши 642—668
- Махендраварман II, сын Нарасимхавармана I, махараджадхираджа Анандадеши 668—670
- Парамешвараварман I, сын Махендравармана II, махараджадхираджа Анандадеши 670—695
- Нарасимхаварман II, сын Парамешваравармана I, махараджадхираджа Анандадеши 695—722
- Парамешвараварман II, сын Нарасимхавармана II, махараджадхираджа Анандадеши 722—733
- Махендраварман III, сын Нарасимхавармана II, махараджадхираджа Анандадеши 733
- Нандиварман II, сын Хираньи, махараджадхираджа Анандадеши 733—795
- Дантиварман, сын Нандивармана II, махараджадхираджа Анандадеши 795—830
- Нандиварман III, сын Дантивармана, махараджадхираджа Анандадеши 830—854
- Нрипатунгаварман, сын Нандивармана III, махараджадхираджа Анандадеши 854—879
- Апараджитаварман, сын Нандивармана III, махараджадхираджа Анандадеши 879—898